# Replikation (Wirtschaft)
Die Replikation (lateinisch replicatio, „Wiederholung“, „Wiederherstellung“; zu Replik) ist im Finanz- und Börsenwesen die Nachbildung der Zusammensetzung eines Wertpapierportfolios oder Wertpapierdepots auf der Grundlage eines Börsenindexes.  

## Allgemeines
Die Replikation ist eine Anlage- oder Handelsstrategie von Anlegern und Fondsmanagern, um ihr Portfolio nach Inhalt und Gewichtung an eine Benchmark anzupassen. Sie können sie beispielsweise die Zusammensetzung ihres Aktien-Portfolios (etwa eines Aktienfonds) an einem Aktienindex ausrichten. Entsprechendes gilt für Rentenfonds und Rentenindex oder andere Finanzprodukte. 
Replikationen gehören zum passiven Portfoliomanagement, wobei es von der Risikopräferenz eines Anlegers abhängt, ob und inwieweit er Kursrisiken absichern wird.

## Finanzprodukte
Neben Aktien und Anleihen können auch Zertifikate oder börsengehandelte Fonds (ETFs) Gegenstand einer Replikation sein. Ein ETF auf den DAX erwirbt alle 30 Aktien des DAX und gewichtet sie entsprechend. Die Replikation gestaltet sich umso schwieriger, je mehr Titel ein Benchmark-Index enthält. So finden sich im MSCI World Index über 1800 Titel, so dass eine Replikation auf ihre Grenzen stößt. Um auch diese umfangreichen Benchmarks replizieren zu können, gibt es eine bestimmte Art der Replikation.

## Arten
Unterschieden wird zwischen der physischen und synthetischen Replikation:
- Eine physische (direkte oder vollständige) Replikation liegt vor, wenn die Gewichtung eines Börsenindexes 1:1 im Portfolio durch Anzahl und Gewichtung der Finanzprodukte übernommen wird.
- Um eine synthetische (indirekte oder unvollständige) Replikation handelt es sich, wenn das Portfolio durch ein Kreditinstitut mit einem Derivat wie dem Total Return Swap als Sicherungsgeschäft abgesichert wird, so dass die Rendite dem Referenzindex entspricht.

Bei physischen Replikationen müssen Änderungen in der Zusammensetzung eines Index im replizierten Portfolio nachvollzogen werden, so dass die Aktien ausscheidender Unternehmen verkauft und die der neu aufgenommenen gekauft werden müssen. Da dies kurzfristig geschehen muss, kann es dadurch zu deutlichen Kursausschlägen bei den betroffenen Werten kommen.
Synthetische Replikationen werden unter anderem vorgenommen, wenn sich im Portfolio Finanzinstrumente befinden, die einer Marktenge unterliegen und die Marktliquidität nicht jederzeit einen Kauf oder Verkauf zulässt. Ein synthetischer ETC auf Gold würde mit den Mitteln des Fonds nicht Gold erwerben, sondern Swaps auf Gold, in einer Weise, dass die Wertentwicklung des synthetisch replizierenden ETC auch prozentual derjenigen des Basiswerts entspricht.

## Abgrenzung
Das Sampling funktioniert ähnlich wie eine synthetische Replikation, konzentriert sich jedoch anders als diese auf den Kauf einiger weniger, die Indexentwicklung stark bestimmender repräsentativer Einzelwerte.